# Romeo Anaya
Romeo Anaya est un boxeur mexicain né le 5 avril 1946 à Cahuare et mort le 24 décembre 2015.

## Carrière
Passé professionnel en 1967, il devient champion du Mexique des poids coqs en 1971 puis champion du monde WBA de la catégorie le 20 janvier 1973 en battant par KO au 3e round Enrique Pinder. Anaya conserve son titre contre Rogelio Lara puis remporte le combat revanche contre Pinder avant d’être à son tour battu par le sud-africain Arnold Taylor le 3 novembre 1973. Battu ensuite par le champion WBC de la catégorie, Rafael Herrera, il enchaîne alors les défaites et mettra un terme à sa carrière en 1980 sur un bilan de 46 victoires, 19 défaites et 1 match nul.